# Benedikt Kuner
Benedikt Kuner (né le 20 mars 1889 à Schonach im Schwarzwald; mort le 14 mai 1945 par suicide près d'Altglashütten, aujourd'hui un lieu-dit de la commune de Feldberg (Schwarzwald)) est un homme politique allemand.
Il était conseiller municipal de la commune de Schonach, chef du groupe local du NSDAP à Schonach, maire de Neustadt (aujourd'hui Titisee-Neustadt) de 1935 à 1937, chef d'arrondissement du NSDAP pour l'arrondissement de Neustadt (1937–1941) et principal responsable d'un crime de guerre commis le 21 juillet 1944 à Schollach (Eisenbach) dans la Forêt noire, un meurtre d'aviateurs alliés, au cours duquel cinq aviateurs américains ont été fusillés après un atterrissage en parachute.
Benedikt Kuner s'est suicidé par balle le 14 mai 1945, en fuyant les troupes américaines.

## Souvenir
Une croix commémorative en sapin de Douglas, fabriquée par le sculpteur sur bois Wolfgang Kleiser a été érigée le 19 juillet 2014 dans la forêt entre Urach et Schollach, en l'honneur des cinq soldats fusillés : Leonhard A. Kornblau, Meredith M. Mills Jr., Charles E. Woolf, Bernhard A. Radomski et Frank L. Misiak.
Une petite croix au sud de Schollach marque dans la forêt l’endroit ou Kornblau et Radomski étaient fusillés.

## Source
- (de) Cet article est partiellement ou en totalité issu de l’article de Wikipédia en allemand intitulé « Benedikt Kuner » (voir la liste des auteurs).